# Vorbasse
Vorbasse is een plaats in de Deense regio Zuid-Denemarken, gemeente Billund. De plaats telt 1164 inwoners (2008).